# Kostenjari
Naziv Kostenjari ili Kostanjari je uz nazive Pauri i Brajci mjesni naziv za dio stanovništva u sjeverozapadnom dijelu Karlovačke županije u Republici Hrvatskoj. Naziv Kostenjari (Kostanjari) se odnosi na stanovništvo mjesta Griče, Veselići, Jarnevići, Skradsko selo, Lipnik, Ravnica, Drenovica, Ribnik, Sopći vrh, Obrh, Jasenovica, Donja Stranica, Gornja Stranica, Gorica Lipnička, Novaki i Martinski vrh, a taj naziv dolazi od mjesnog naziva za kesten - kostanj jer je taj kraj bogat kestenovim šumama. 

## Vanjske poveznice
- Stranice Općine Ribnik.
- Stranice Turističke zajednice Karlovačke županije.